# Maximális folyam – minimális vágás
Ford és Fulkerson maximális folyam – minimális vágás tétele (angolul: max-flow-min-cut theorem), más néven a Ford–Fulkerson tétel azt mondja ki, hogy egy irányított gráfban a maximális folyam nagysága egyenlő a minimális vágás méretével.
Legyen D=(V,A) irányított gráf, s,t két kijelölt pont D-ben. Legyen adva a g kapacitásfüggvény D élein. A megengedett folyamok maximális nagysága egyenlő az S halmaz összes kiáramlásának minimumára, ahol a minimum az összes olyan S halmazra megy, ami tartalmazza s-t, de t-t nem.
Ha még az is teljesül, hogy g egész, akkor a maximális folyam is választható egész értékűnek.

## Ekvivalens alakban
Jelölje δg(S) az S halmaz összes kiáramlását a g kapacitás szerint. Ezzel a jelöléssel a megengedett s-t folyamok nagysága egyenlő a δg(S) értékek minimumával, ahol {\displaystyle s\in S,t\not \in S}
Ha még g egész értékű is, akkor akkor a maximális folyam is választható egész értékűnek.

## Bizonyítások
Az egyik irány könnyű:
Legyen x megengedett  folyam, {\displaystyle s\in S,t\not \in S}. Ekkor {\displaystyle \delta _{x}(s)=\delta _{x}(S)-\rho _{x}(S)\leq \delta _{g}(S)}, ahol ρx az S-be áramlás nagysága az x folyam szerint. Az egyenlőtlenségből következik, hogy a maximum nem nagyobb a minimumnál.
Az egyenlőséghez elég megmutatmi, hogy a minimum tényleg a maximum. Ezt legegyszerűbb a Hoffman-tételből bizonyítani.

### A Hoffman-tételből
Jelöljük a minimum értékét mg-vel. Ez a minimum biztosan létezik, hiszen véges sok S halmaz lehetséges.
Adjunk a gráfhoz egy új e=ts élt, és kapacitása legyen egy elég nagy M szám. Vezessük be minden élre az f(a) alsó korlátot: a régi éleken legyen ez nulla, és az e élen legyen mg.
Teljesülnek a Hoffman-tétel feltételei, ezért a tétel szerint van megengedett áram. A hozzáadott élt elhagyva mg nagyságú folyamot kapunk.

### Maximális folyam algoritmussal
A Hoffman-tétellel való bizonyítás nem konstruktív, nem algoritmikus. A tétel azonban bizonyítható a Hoffman-tételtől függetlenül, maximális folyam algoritmusokkal is, amik kiadják mind a maximális folyamot, mind a minimális S halmazt. Vigyázni kell, hogy olyan algoritmusra van szükség, ami minden kapacitásra működik, különben a tétel csak racionális kapacitásokra lesz bizonyítva.

## Lineáris programok
Lineáris programokkal: a maximális folyam a minimális vágás duálisa, ezért a dualitástétel szerint egyenlőek.

### Primál program
Keressük a maximális folyamot:

{\displaystyle \qquad \mathbf {f({\overrightarrow {TS}})} }
Az egyenlőtlenségrendszer:
{\displaystyle \sum _{{\overrightarrow {vu}}\in E}f({\overrightarrow {vu}})-\sum _{{\overrightarrow {uv}}\in E}f({\overrightarrow {uv}})=0\qquad \forall u\in V\neq {S,T}\qquad \leftrightarrow p(u)}
{\displaystyle \sum _{{\overrightarrow {vT}}\in E}f({\overrightarrow {vT}})-\sum _{{\overrightarrow {Tv}}\in E}f({\overrightarrow {Tv}})-f({\overrightarrow {TS}})=0\qquad \leftrightarrow p(T)}
{\displaystyle \sum _{{\overrightarrow {vS}}\in E}f({\overrightarrow {vS}})+f({\overrightarrow {TS}})-\sum _{{\overrightarrow {Sv}}\in E}f({\overrightarrow {Sv}})=0\qquad \leftrightarrow p(S)}
{\displaystyle f({\overrightarrow {uv}})\leq c({\overrightarrow {uv}})\qquad \forall {\overrightarrow {uv}}\in E\qquad \leftrightarrow x({\overrightarrow {uv}})}
Korlátok:
{\displaystyle f({\overrightarrow {uv}})\geq 0\qquad \forall {\overrightarrow {uv}}\in E,\quad f({\overrightarrow {TS}})\geq 0}

### Duál program
Keressük a minimális vágást:

{\displaystyle \mathbf {\sum _{{\overrightarrow {uv}}\in E}c({\overrightarrow {uv}}).x({\overrightarrow {uv}})} }
Az egyenlőtlenségrendszer:
{\displaystyle p(v)-p(u)+x({\overrightarrow {uv}})\geq 0\qquad \forall {\overrightarrow {uv}}\in E\qquad \leftrightarrow f({\overrightarrow {uv}})}
{\displaystyle p(S)-p(T)\geq 1\qquad \leftrightarrow f({\overrightarrow {TS}})}
Korlátok:
{\displaystyle p(u)\leq \infty ,\quad \forall u,x({\overrightarrow {uv}})\geq 0\quad \forall {\overrightarrow {uv}}}

## Motivációk
Számos elméleti és gyakorlati alkalmazása van például a gráfelméletben, vagy szállítási problémák, tesztfeladatok megoldására, vagy éppen a PERT megoldására. 